# レラントス戦争
レラントス戦争（レラントスせんそう、希：Ληλάντιος πόλεμος、英：Lelantine War）は、ギリシアのエウボイア島を舞台として、紀元前710～650年頃に行われたカルキスとエレトリアの戦争。エウボイア島の肥沃なレラントス平野を巡って勃発したとされ、カルキス側が勝利したが、この大規模な戦争によってエウボイア島は疲弊し、衰退を引き起こすこととなった。カルキスとエレトリアは当時経済的に重要なポリスであったため、この戦争は多くの他ポリスを巻き込み、古代ギリシア中を二分した。歴史家トュキディデスによれば、トロイア戦争とペルシア戦争の間において、レラントス戦争は多数のポリスを参戦させた唯一の大戦であった。

## 背景
紀元前8世紀頃、エウボイア島はギリシアにおいて経済的に最も重要な地域の一つであった。そのエウボイア島を代表するポリスがカルキスとエレトリアであり、共にエウボイアの西海岸に位置している。彼らはギリシア諸都市の植民市建設を主導し、ギリシア世界の拡大に貢献した。この時はまだ両ポリスは協力関係にあり、共に植民市を建設することもあった。彼らは西方へと進出し、シチリア島やイタリアに次々と植民市を建設していった。
どちらも近郊のレラントス平野の領有権を主張し、戦争が始まったと考えられる。レラントス平野は農業に適しており、ギリシアでは肥沃な土地は希少なものであった。当時においては土地を巡った戦争は珍しいものではなく、メガラとアテーナイも同様に土地を巡って争っていた。かつてはカルキスとエレトリアはレラントス平野を共同で使用していたが、アッティカやエウボイアで大規模な干ばつ被害が発生し、飢饉が起こったため、豊かなレラントス平野の争奪戦が起こったのだろう。

## 戦力
カルキスとエレトリアは海外に植民市を率先して建設しており、共に強大な艦隊を擁していたが、この戦争は陸上で行われた。当時はまだ重装歩兵がギリシアで普及する前だったが、弓矢やスリングショットはあまり使われず、多くの兵士たちは軽装の剣士だった。別の見解によれば、主に騎兵によって戦われたという。エレトリアは歩兵部隊3000名、騎兵部隊600名、戦車部隊60名を展開できた。これはホメロス時代（戦車に乗って戦闘開始し、イリアスの英雄のように戦う）と重装歩兵時代の中間期であることを思い起こさせる。
カルキスの戦力については、歩兵部隊はエレトリアに劣っていたが、騎兵部隊は勝っていたことだけが分かっている。

## 同盟関係
レラントス戦争がどれくらい他ポリスに拡大したかというのは議論の分かれるところであるが、カルキスはスパルタ、サモス、コリントス、テッサリアを、エレトリアはキクラデス諸島、メガラ、ミレトス、アイギナを味方につけたとされる。
アイギナはエジプトと交易があり、同じくエジプトを主な交易先とするサモスは競合相手で、邪魔な存在であった。サモスはカルキスと同盟を結び、したがってアイギナはエレトリアと同盟関係になることでサモスと対抗した。コリントスとメガラはアルカイック期において常時戦争状態にあり（コリントスがメガラの領有地を攻めたため）、植民活動などで協力関係にあったコリントスとカルキスは手を組み、それを見たメガラはエレトリアと同盟した。ミレトスとキオス島は協力関係にあったため、共にエレトリアと手を組んだ。一方、キオス島と敵対関係にあったポリスはカルキス側に回った。
多くの学者たちによれば、当時の同盟関係は今日のような長期的なものではなく、貴族同士の個人的な結びつきによるものであったとされる。したがって、同盟国は貴族とその個人的な軍隊のみ派遣したと思われる。

## 戦争の過程
紀元前700年頃、エレトリアの母市であり、レラントス平野に位置するレフカンディがカルキスによって破壊された。これによって、レラントス平野内部にあるカルキスに対し、レラントス平野外部にあるエレトリアの影響力は弱まった。同時期、エレトリアの同盟国であったミレトスがカリストスによって荒らされ、東地中海における覇権を失った。レラントス戦争は度々停戦しながらも紀元前7世紀半ばまで続き、最終的にはテッサリアの貴族クレオマコスの軍事介入によってカルキスの勝利に終わった。

## 結果
カルキスの勝利となったが、長期で大規模な戦争によってエウボイア島は衰退した。経済の面でも、かつてはエウボイア式陶器が地中海世界で支配的であったが、コリントス式陶器に取って代わられた。率先して行っていた植民市建設もミレトスやポカイアを始めとするイオニア諸都市に抜かれ、影響力は低下していった。勝利者のカルキスも長い衰退期に突入し、かつてはエレトリアの支配下にあったキュクラデス諸島は独立した。
紀元前6世紀頃、再びレラントス平野を巡って両者は対決した。その結果としてカルキスはレラントス平野の支配権を得たが、紀元前506年にアテーナイが平野内部に植民市を建設したことでそれは失われた。エレトリアはイオニア諸都市の反乱を援助したことで、紀元前490年にペルシアに破壊された。